# Кой-кой

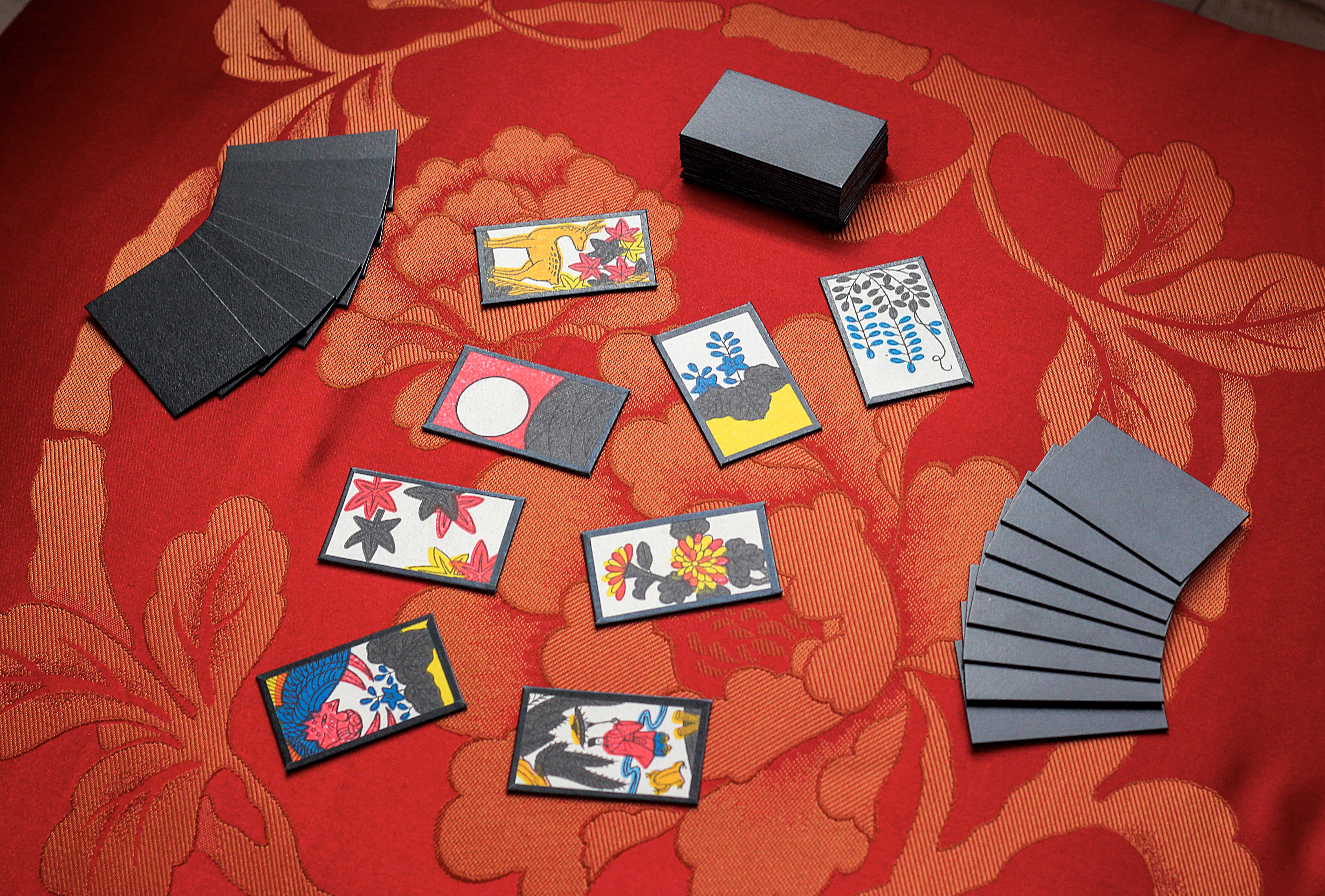
Кой-кой

Кой-кой (яп. こいこい) — популярная в Японии карточная игра, использующая колоду ханафуда (яп. 花札). Название игры происходит от значения фразы «кой-кой» в японском языке, дословно «продолжай». Связано это с тем, что эту фразу игрок обязан произнести, если хочет продолжить раздачу.
Цель игры заключается в составлении определённых комбинаций «яку» (яп. やく) из карт в открытой части руки для получения наибольшего количества очков. Как только у игрока появляется яку, он может либо остановить раздачу и получить очки за комбинацию, либо продолжить (объявив это фразой «кой-кой») в надежде на получение более высоких комбинаций. Стоимость отдельно взятых карт при подсчете очков не учитывается, однако она используется для определения их ценности в отдельно взятых комбинациях (яку).

## Раздача
Из двух игроков, сдающий (дилер, «ойя») выбирается случайным образом (например, «камень, ножницы, бумага»), или по предварительной договорённости, однако зачастую сдающий определяется следующим образом: каждый игрок достает случайную карту из колоды, затем они сравниваются. Игрок, вытянувший карту, принадлежащую наиболее раннему месяцу (масти) становится сдающим. Если оба игрока достают карты одинаковой масти, сдающим становится тот, на руках которого оказывается карта с наивысшей стоимостью.
Раздача происходит следующим образом: ойя раздает по 8 карт своему сопернику (рубашкой вверх), на стол (рубашкой вниз), затем самому себе (рубашкой вверх). Как правило, карты раздают не «пачками», а по 2-4 за раз по кругу. После раздачи начинается игра, первый ход принадлежит сдающему.

## Процесс игры
Игроки ходят по очереди. Пропуск хода не допускается. По правилам правом первого хода обладает дилер. В последующих раздачах первым ходит выигравший раздачу, или же игроки ходят первыми по очереди – смотря какие правила были оговорены перед игрой.
Ход состоит из двух похожих фаз:
В первой фазе игрок находит у себя в руке карту, масть которой совпадает с мастью одной из карт стола, и кроет последнюю своей картой. Если на столе нет совпадений (или не осталось ни одной карты стола) игрок обязан сделать ход, но в этом случае он кладет любую свою карту в открытую, после чего она становится картой стола и может быть взята любым игроком в дальнейшем. Если на столе лежит две карты одинаковой масти, игрок вправе выбрать, какую из них он будет брать. В случае, когда на столе с раздачи три карты одной масти и игрок выкладывает четвертую, он забирает себе всю масть целиком. Обратите внимание: игрок не обязан выкладывать совпадающие карты, даже если он имеет таковые.
Вторая фаза хода идентична первой. Отличие в том, что игрок не выбирает карту из руки, а открывает верхнюю карту с колоды.
В конце хода игрок забирает все совпадения себе и кладет их в открытую — это открытая часть руки игрока. Эти карты более не используются в текущей раздаче.